# Jarosław jot-Drużycki
Jarosław jot-Drużycki, właściwie Jarosław Ksawery Drużycki (ur. 1971) – polski publicysta, dziennikarz i podróżnik. Zajmuje się problematyką Zaolzia. Autor zbioru reportaży Hospicjum Zaolzie. Prowadzi blog Kurjer przez jot@ na salonie24.

## Życiorys
Studiował etnografię na Uniwersytecie Warszawskim. W latach 1995–1998 był redaktorem nieregularnego kwartalnika poświęconego kulturze miasta "KurWar" (ISSN 1234-7426).
Na temat Zaolzia publikował na łamach m.in. Tygodnika Powszechnego, Rzeczpospolitej, Dziennika Zachodniego, czy Gazety Polskiej Codziennie, a także w zaolziańskim Głosie oraz w miesięczniku Zwrot.
Książka Hospicjum Zaolzie doczekała się recenzji w prasie ogólnopolskiej ("Gazeta Polska Codziennie", "Rzeczpospolita") i lokalnej ("Zwrot", gazetacodzienna.pl). W opinii Krzysztofa Szelonga, dyrektora Książnicy Cieszyńskiej,  to autor niepozornej książeczki, za to stanowiącej, w mojej ocenie, jedną z najważniejszych i najtrafniejszych, diagnoz stanu polskości na Zaolziu co najmniej od roku 2006. Opracowanie było też przedmiotem badań naukowych.

## Twórczość
- Hospicjum Zaolzie, 2014, wydawnictwo Beskidy (ISBN 978-80-87431-28-3)
- Nie tylko GOROLSKI – więcej niż ŚWIĘTO, 2017, wydawnictwo Beskidy (ISBN 978-80-87431-44-3)
- Zaolziański subregionalizm. Powstanie nowej tożsamości [w:] Miejsce regionalizmu w zachowaniu dziedzictwa kulturowego; red. nauk. Zenon Jasiński, Józef Szymeczek, 2017, Kongres Polaków w Republice Czeskiej, Instytut Nauk Pedagogicznych Uniwersytetu Opolskiego (ISBN 978-83-9458-042-1)
- Jarosław Drużycki, Andrzej Drobik, Jak stelak z werbusem: listy o Śląsku Cieszyńskim: korespondencja z lat 2015-2017, wyd. Wędrynia Beskidy 2019, (ISBN 978-80-87431-55-9)

## Wyróżnienia i nagrody
- 2014: Nagroda Ondraszka[19]